# Distretto di Banqiao
Il distretto di Banqiao (板橋區T, Bǎnqiáo QūP) è un distretto di Taiwan, capoluogo della municipalità di Nuova Taipei.